# Нил, Лиа (австралийская пловчиха)
Лиа Нил (англ. Leah Neale; род. 1 августа 1995, Ипсуич, Квинсленд) — австралийская пловчиха, специализирующаяся на плавании вольным стилем. Выступает за клуб DC Trident в Международной плавательной лиге. Серебряный (2016) и бронзовый (2020) призёр Олимпийских игр, чемпионка мира.

## Биография
Лиа Нил родилась 1 августа 1995 года. Начала заниматься плаванием после того, как родители привели её в бассейн с целью обучения безопасному плаванию.

## Карьера
В 15 лет впервые проплыла дистанцию 200 метров вольным стилем быстрее чем за две минуты. На чемпионате Австралии в 2014 году завоевала серебряную медаль на дистанции 400 метров вольным стилем. Это достижение позволило ей участвовать на дебютном чемпионате мира на короткой воде 2014 года.
В 2016 году дебютировала на Олимпийских играх в Рио-де-Жанейро и сразу завоевала медаль в составе женской эстафеты на дистанции 4 по 200 метров вольным стилем. Лиа выступала на первом этапе вместе с Бронте Барратт, Эммой Маккеон и Тамсин Кук. Австралийки стали вторыми вслед за сборной США, финишировав с временем 7.44,87.
На чемпионате мира в Будапеште завоевала бронзу в женской эстафете 4 по 200 метров вольным стилем, выступая в предварительном раунде.
На чемпионате мира по водным видам спорта 2019 года в Кванджу участвовала в утренних предварительных заплывах вместе с Мэдисон Уилсон, Брайанной Тросселл и Кией Мелвертон, и они с результатом 7.50,64 вышли в финал, который состоялся в тот же день. В финале произошли замены спортсменов, и стартовавшая на первом этапе Эмма Маккеон установила мировой рекорд, а после этого ещё один мировой рекорд был установлен финишировавшей первой сборной Австралии. Таким образом, и участвовавшая Лиа Нил стала чемпионкой мира.